# 莫斯科迴聲

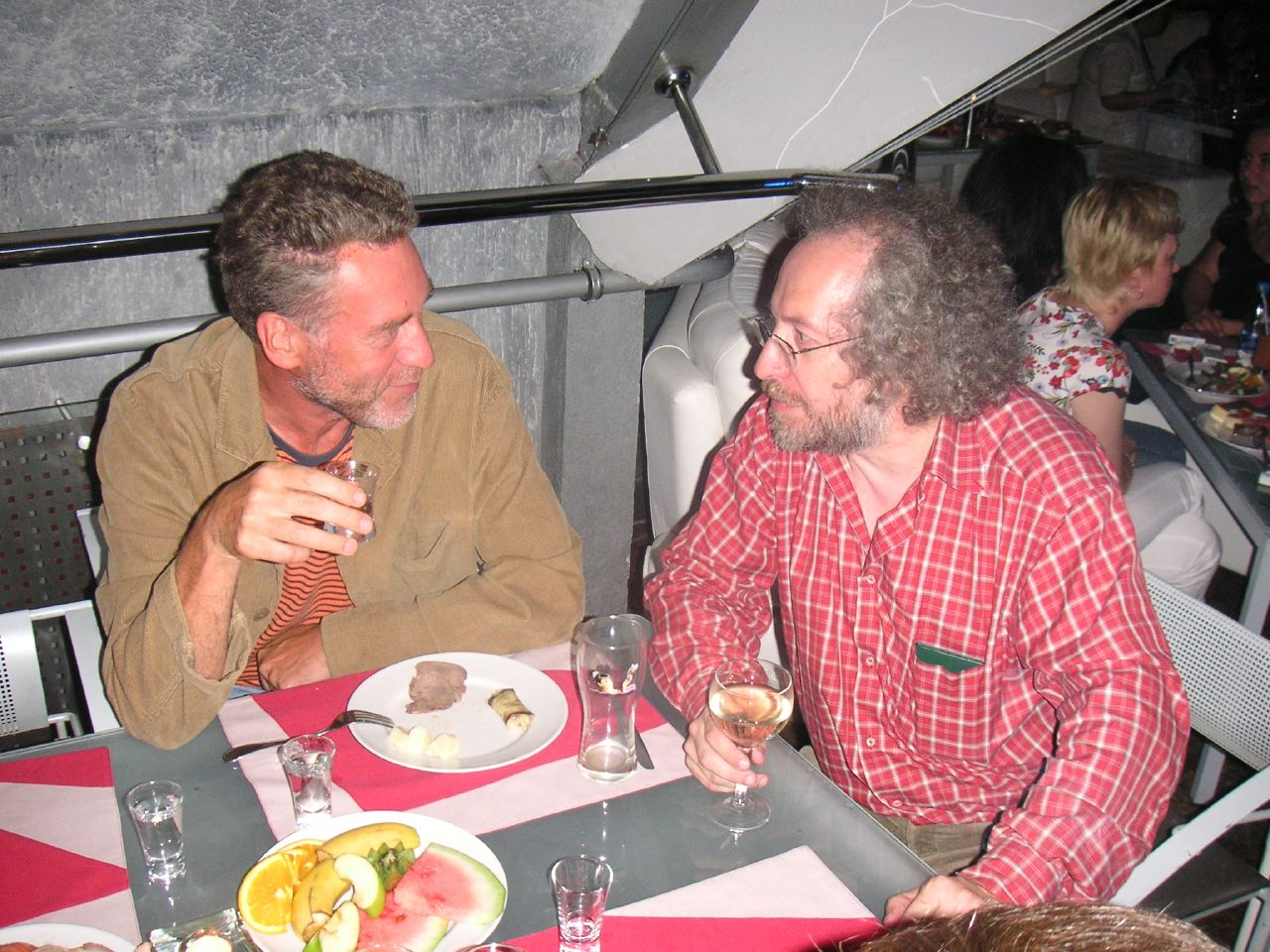
莫斯科迴聲阿列克謝·维涅季克托夫（右）莫斯科迴聲主編

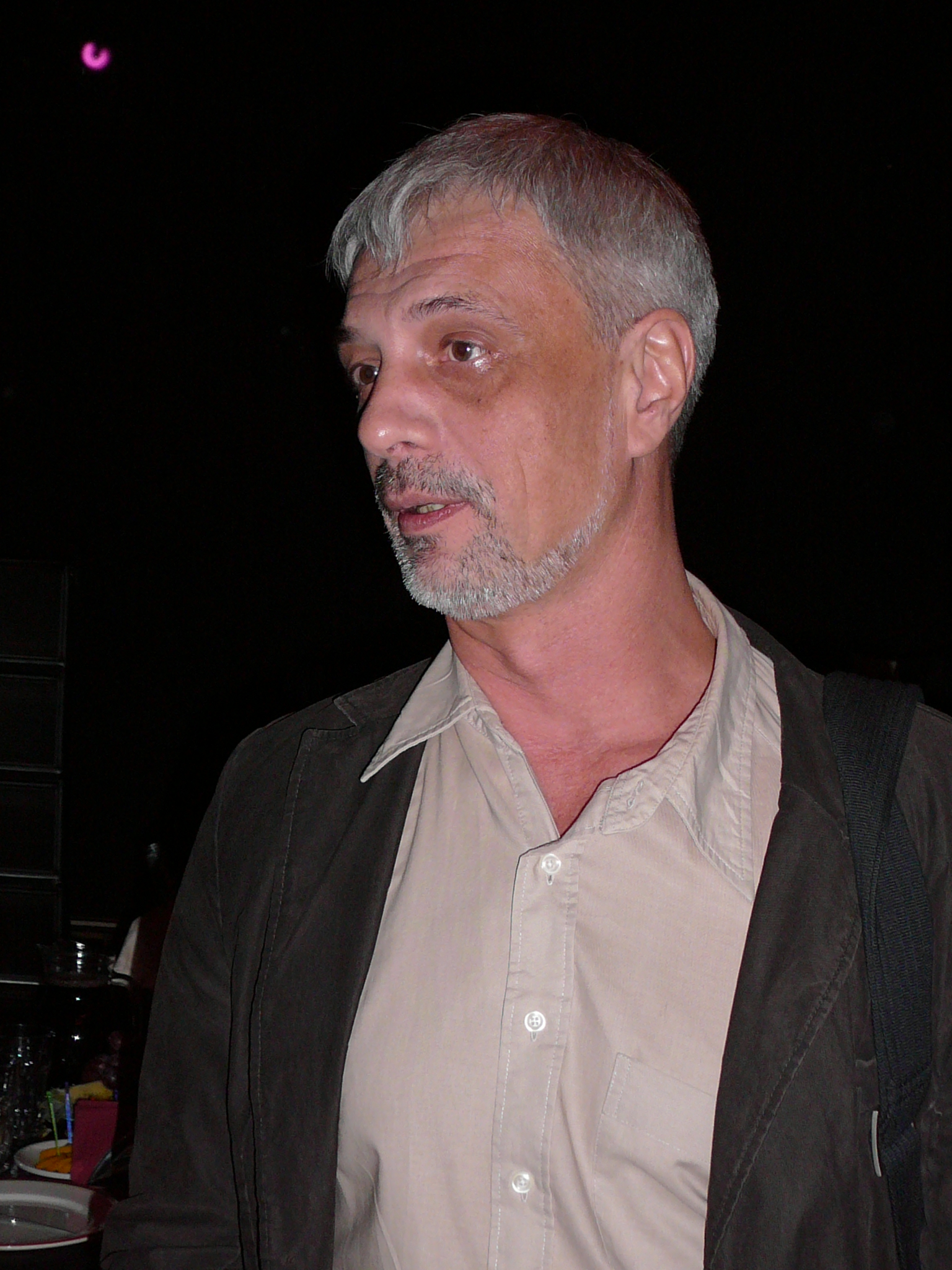
謝爾蓋·科尔尊，莫斯科迴聲共同創始人兼第一主編

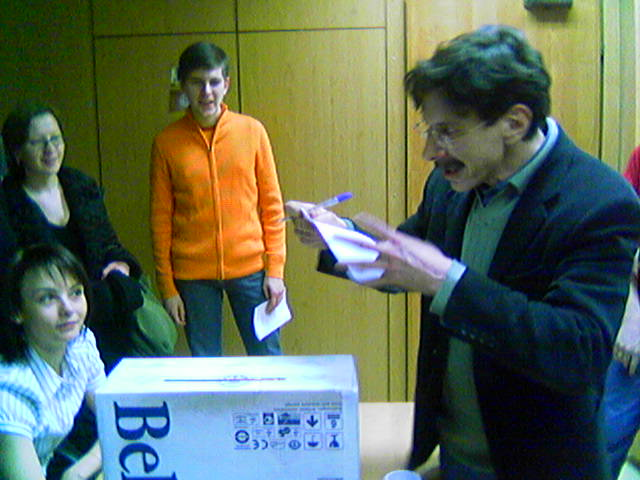
謝爾蓋·巴特曼（右），莫斯科迴聲聯合創始人

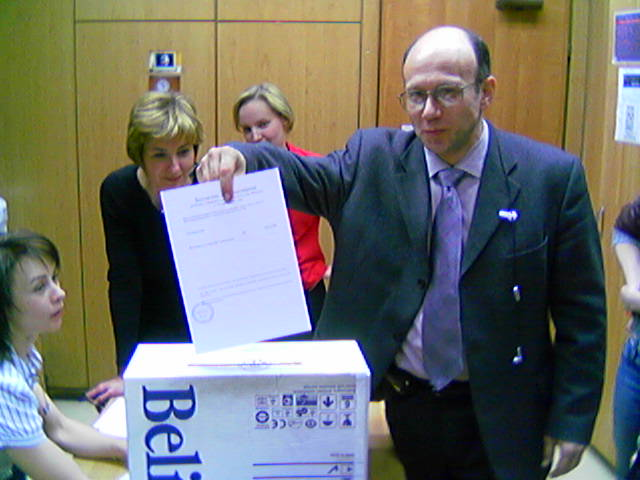
尤里·费杜季诺夫，莫斯科迴聲總幹事

55°45′8.19″N 37°35′46.72″E / 55.7522750°N 37.5963111°E
莫斯科迴聲（俄语：Э́хо Москвы́）是一家總部在莫斯科的俄羅斯廣播電台。在俄羅斯許多城市均能收聽該電台的節目，在一些前蘇聯加盟共和國（通過與當地廣播電台的合作）也能收聽該電台，聽眾還能通過網際網路收聽該電台節目，該電台被一些觀察家形容為“俄羅斯最後的自由媒體堡壘”。該電台的節目大部分為新聞與談話節目，其內容注重社會、政治問題。電台的資深編輯是阿列克謝·维涅季克托夫，資深無線電主播有维克多·申德罗维奇、尤利亞·拉特尼娜、叶夫根尼雅·奥尔巴茨、弗拉基米爾·卡拉姆扎、弗拉基米爾·雷日科夫扎、瑪麗亞·蓋達爾、葉夫根尼·亞辛以及索菲柯·谢瓦尔德纳泽。
此外，莫斯科迴聲廣播電台網站會發佈世界各地的政治事務、社會發展與文化發展趨勢的內容。網站的專欄作者主要是政治分析師、學術研究員、專欄作家和公衆人物，包括鮑里斯·阿庫寧、迪米特里·贝科夫、瑪特·加納鮑斯基、愛德華·利莫诺夫、阿列克謝·納瓦爾尼、瓦勒利亞· 諾沃德沃斯加雅、维克多·申德罗维奇以及其他一群專業領域專家。莫斯科迴聲網站的資訊相對可靠，其文章經常被俄羅斯主要網際網路與其他媒體引用、轉載。網際網路流媒體已於2013年7月23日停止更新，在俄羅斯的線上廣播亦已於2013年12月29日結束。
2022年3月1日，俄羅斯聯邦檢察總長辦公室下令通信、信息技術和大眾傳媒監督局查封莫斯科迴聲，理由為該電台報道俄羅斯入侵烏克蘭的新聞。

## 股東結構
- 俄羅斯天然氣工業公司媒體66％
- 記者工作人員34％

（資料最後更新於2005年。）

## 廣播頻率
- 阿巴坎- 71.06, 104.2 FM
- 巴爾瑙爾 - 69.11 FM
- 車里雅賓斯克 - 70.70, 99.5 FM
- 芝加哥 - 1300 AM
- 葉卡捷琳堡 - 67.46, 91.4 FM
- 澤列諾戈爾斯克 - 71.06 FM
- 伊熱夫斯克 - 105.3 FM
- 伊爾庫茨克 - 69.5 FM
- 喀山 - 105.8 FM
- 克拉斯諾亞爾斯克 - 106.6 FM
- 馬哈奇卡拉 - 105.2 FM
- 米爾內 - 102,4
- 莫斯科 - 91.2 FM
- 下瓦爾托夫斯克 - 107.0 FM
- 下諾夫哥羅德 - 107.4 FM
- 奧倫堡 - 101.3 FM
- 鄂木斯克 - 70.55, 105.0 FM
- 彼爾姆 - 91.2 FM
- 頓河畔羅斯托夫 - 69.44 FM
- 薩馬拉 - 99.1 FM
- 聖彼得堡 - 91.5 FM
- 恩格斯城 - 105.8 FM
- 陶里亞蒂 - 107.9 FM
- 托木斯克 - 105.0 FM
- 秋明 - 72.44 FM
- 特維爾 - 107.2 FM
- 烏法 - 91.1 FM
- 烏赫塔 - 105.0 FM
- 雅羅斯拉夫爾 - 106.5 FM
- 弗拉季高加索,别斯兰- 102.8 FM
- 沃洛格達 - 105.7 FM

## 批評與爭議
眾多主編回覆指出，俄羅斯天然氣工業公司或其他證券持有人不能允許干涉資訊的政策。

## 現場照片

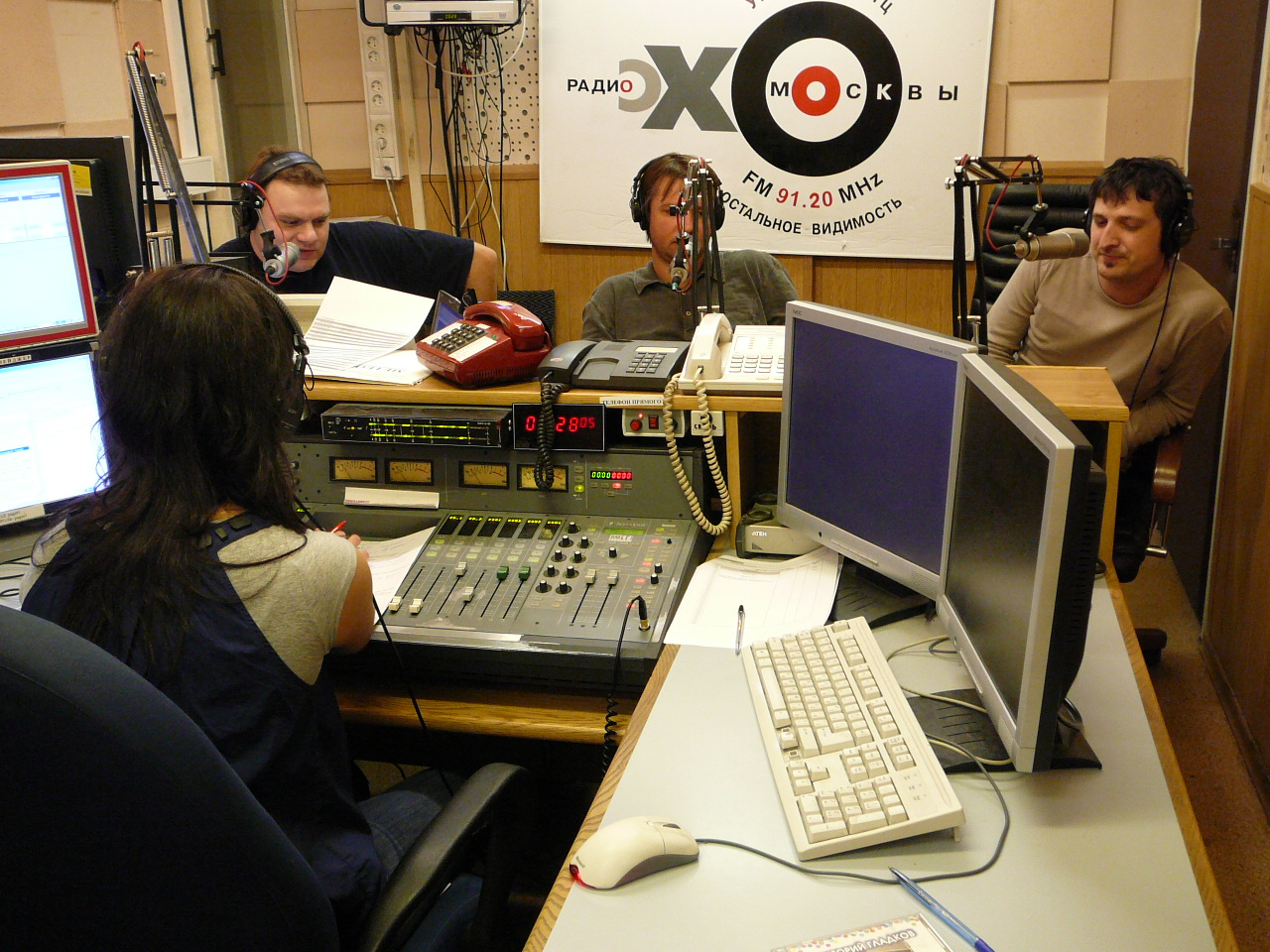
舊工作室
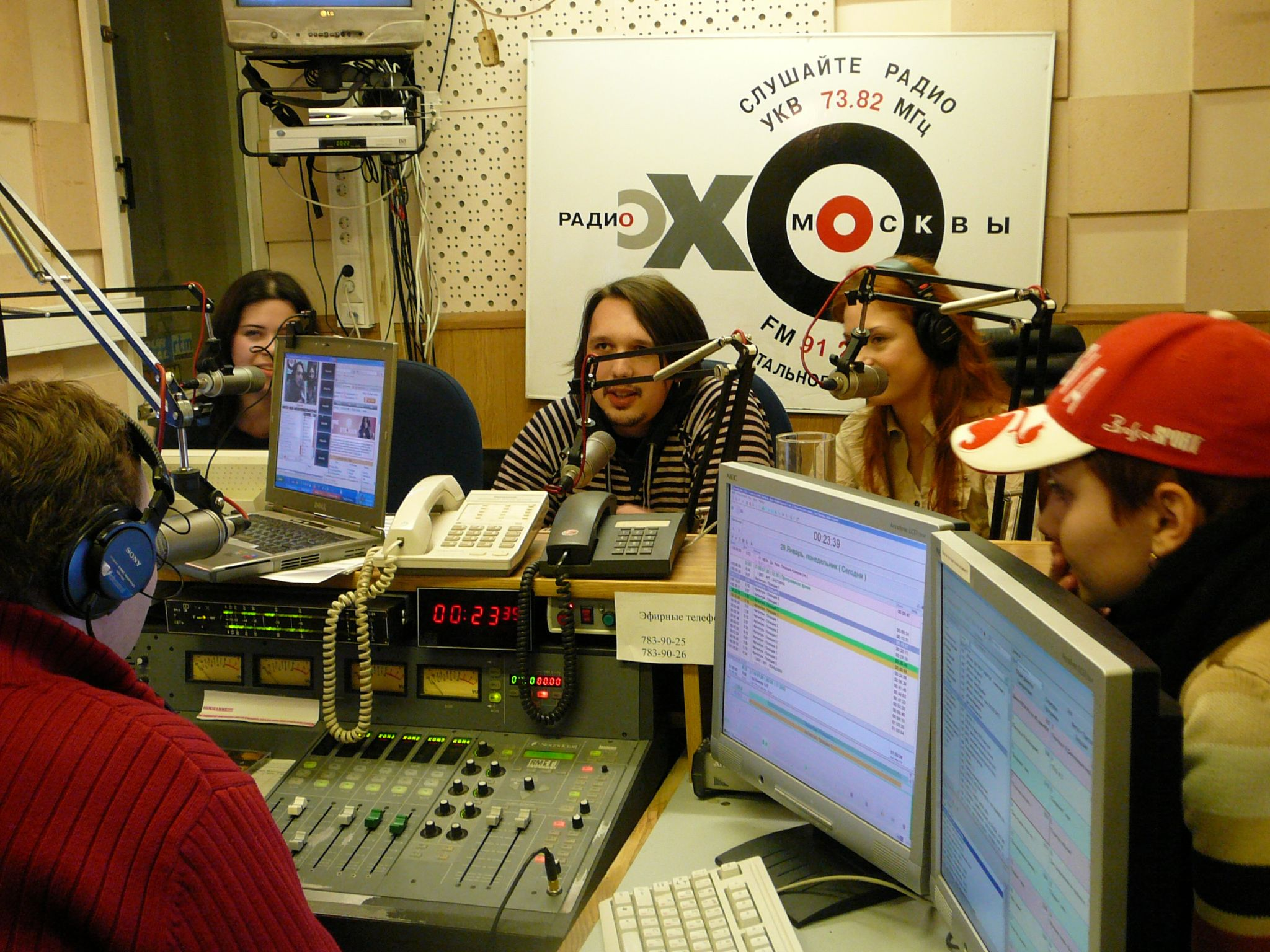
舊工作室
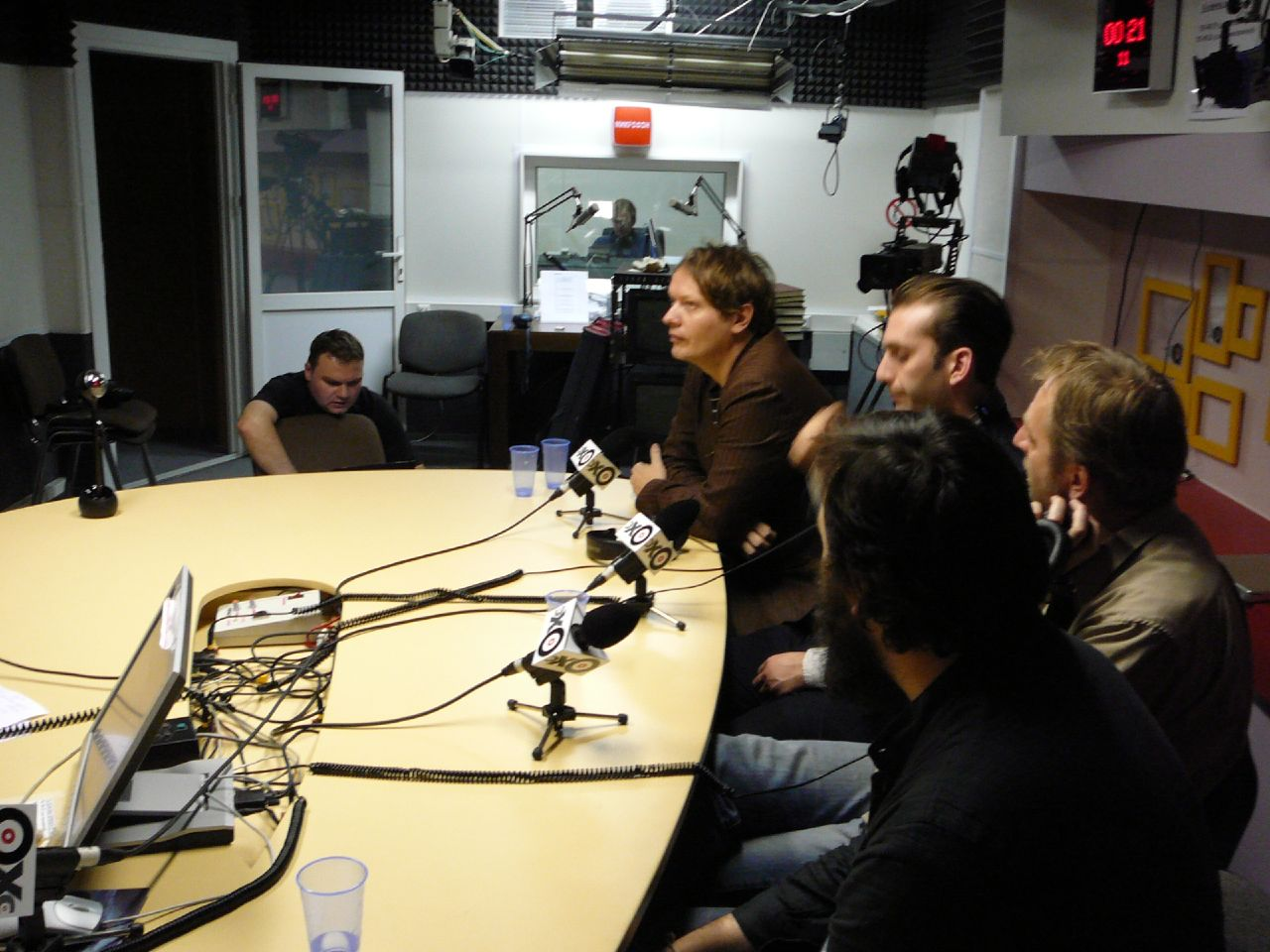
莫斯科迴聲與新的電視台演播室RTVi
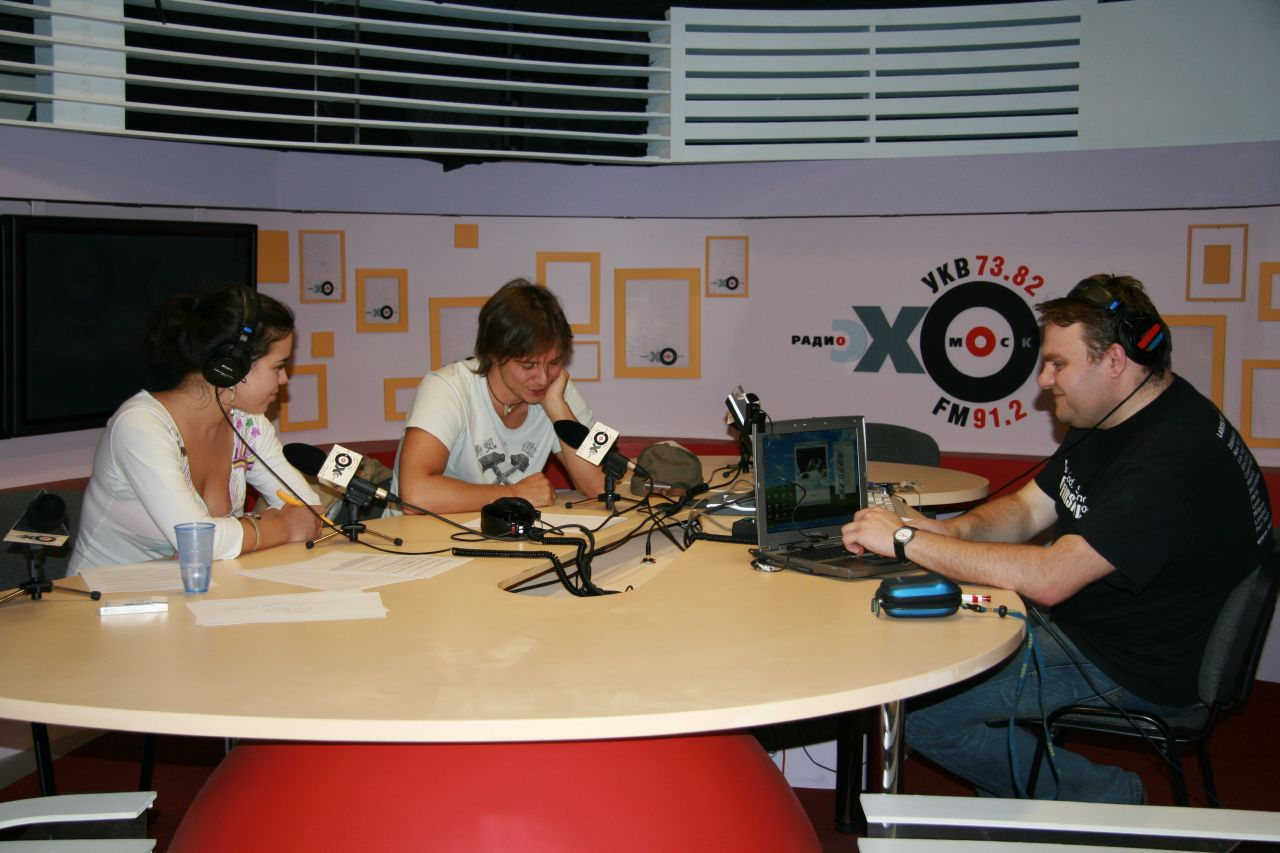
莫斯科迴聲與新的電視台演播室RTVi
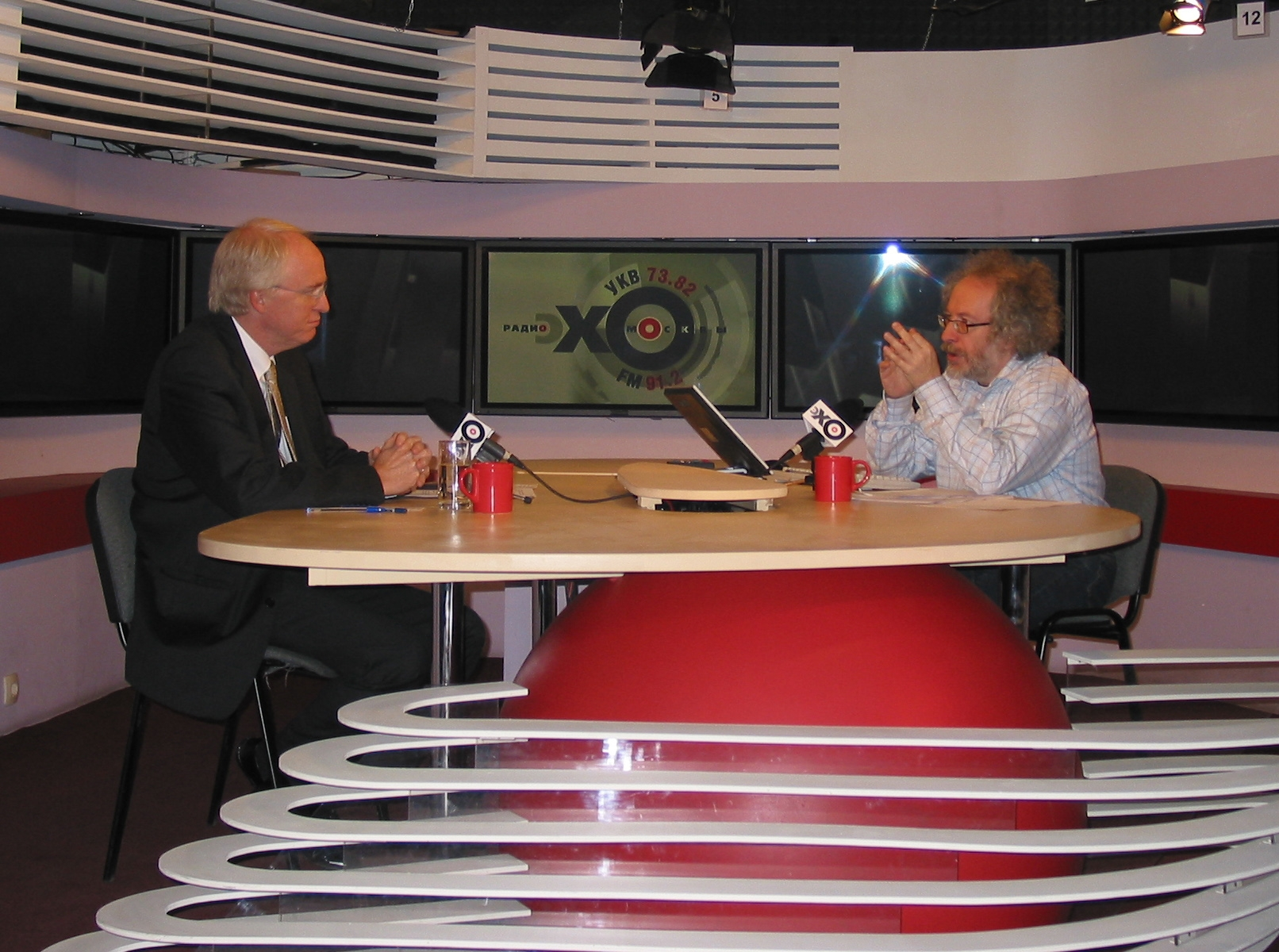
約翰·贝尔勒（英语：John Beyrle）在莫斯科迴聲
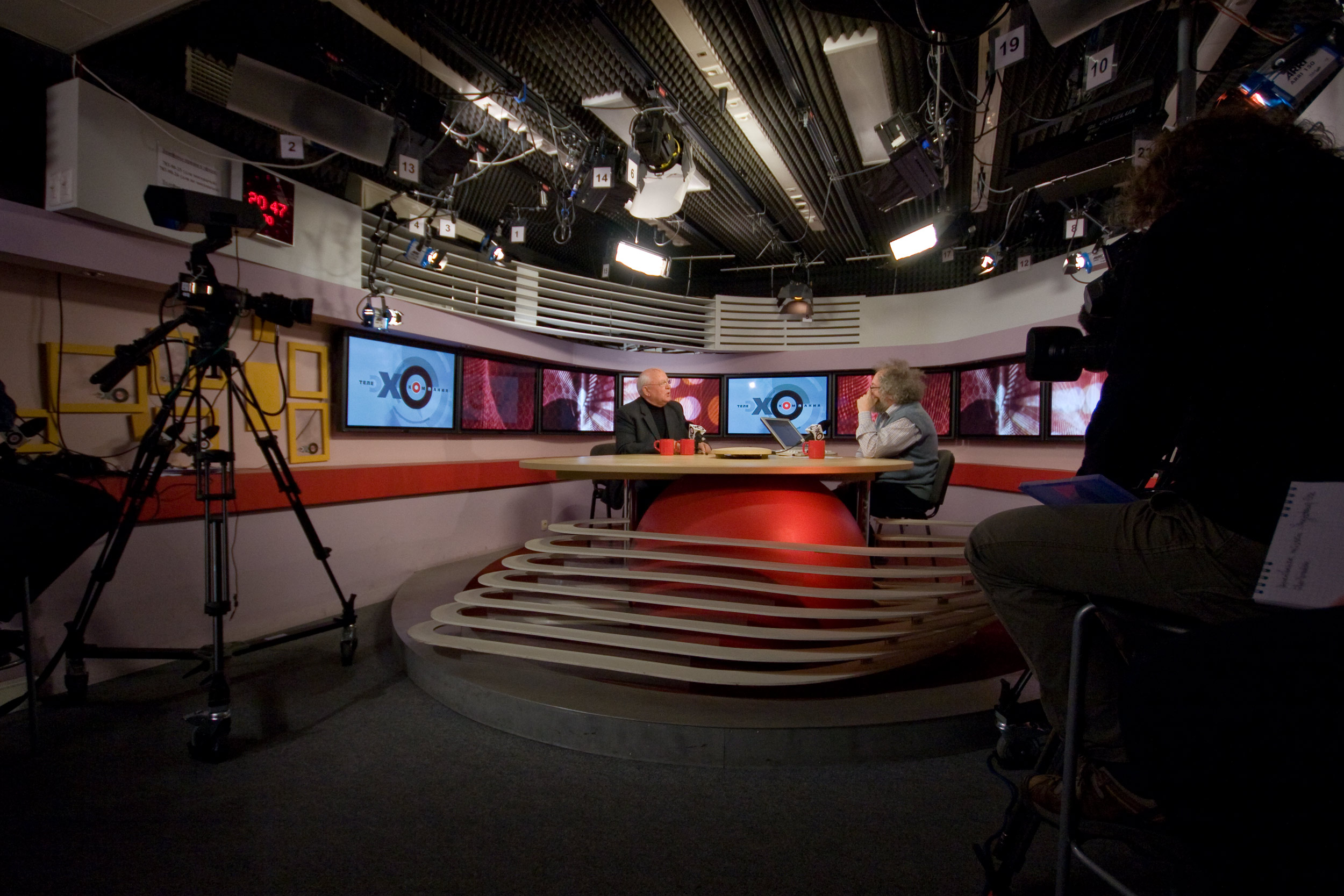
阿列克謝·维涅季克托夫（俄语：Венедиктов, Алексей Алексеевич）採訪戈爾巴喬夫在電台的電視演播室

## 外部連結
- 莫斯科迴聲網站 （页面存档备份，存于）
- 線上直播
- Shoutcast實況流
- 頻率列表（俄羅斯） （页面存档备份，存于）
- 大衛·雷姆尼克迴聲黑暗中：廣播電台努力保持廣播頻道自由。 （页面存档备份，存于） - 紐約客 2008年9月22日